# I cani non sono i pinguini non sono i cani
I cani non sono i pinguini non sono i cani è un EP split del gruppo musicale italiano I Cani realizzato insieme ai Gazebo Penguins, pubblicato il 13 aprile 2012 in formato digitale e il 21 aprile in vinile.

## Tracce
1. I Cani – Asperger – 4:02
2. Gazebo Penguins – Wes Anderson (cover) – 3:52
3. Gazebo Penguins – Nevica – 3:02
4. I Cani – Senza di te (cover) – 2:00

Durata totale: 12:56